# 修紅短期大学
修紅短期大学（しゅうこうたんきだいがく、英語: Shuko Junior College）は、岩手県一関市萩荘竹際49-1に本部を置く日本の私立大学。1899年創立、1953年大学設置。

## 概観

### 大学全体
- 岩手県一関市に所在する日本の私立短期大学で、設置主体は学校法人健康科学大学[1]。
- 1953年に現在と同一の名称で開学し、1985年に麻生東北短期大学と改称された。2001年に再び開学当初と同じ名称となり、2学科体制を維持していたが、2022年度入学生より1学科体制に短縮。

### 建学の精神（校訓・理念・学是）
- 修紅短期大学における「建学の精神」は「信愛」・「健康」・「報恩」となっている。

### 教育および研究
- 修紅短期大学は幼児教育学科と食物栄養学科の2つがあり、いずれも専門職を育成するための学科となっている。幼児教育学科では、短大附属幼稚園での教育実習も取り入れられている。

### 学風および特色
- 修紅短期大学は、「すぐれた社会人になる前に豊かな人間性を」という教育をモットーとしているところに特色がある。「修紅」という名称は、後に命名された裁縫「修紅」学校に因んでいる。

## 沿革
- 1899年
  - 5月 小梨こま裁縫塾が創立
- 1903年
  - 3月 文部大臣認可を受けて私立裁縫修紅學校を開校
- 1929年
  - 4月 一関私立裁縫修紅女學校に校名変更
- 1946年
  - 4月 青年学校令による学校設立許可を受け、一関裁縫修紅女学校に校名変更
- 1948年
  - 1月 財団法人一関修紅高等学校設立
  - 4月 一関修紅高等学校が開校する。
- 1951年
  - 4月1日 学校法人が成立する[2]。
- 1953年
  - 3月23日 左記を以て文部省[注 2]より短期大学の設置が認可される。[3]。
  - 3月 文部大臣認可による学校法人修紅学院となる（法人名変更、監督官庁変更）。
  - 4月1日 修紅短期大学として以下の学科体制にて開学[4]。
    - 家政科 入学定員40名
- 1954年
  - 5月1日 学生数[5]/定員
    - 家政科 80[注釈 1]/80

  - 10月 家政科に中学校教諭免許状授与の課程の認可[注 3]
- 1957年
  - 1月29日 修紅短期大学附属幼稚園が設置される[7]。
- 1958年
  - 4月1日 以下の学科を増設する[注 4]。
    - 保育科 入学定員40名[注 5]
- 1958年
  - 5月1日 学生数[10]/定員
    - 家政科 9[注釈 1]/80
    - 保育科 19[注釈 1]/40
- 1972年
  - 3月 保育科が厚生大臣指定の保母養成施設となる。
  - 4月1日 保育科の入学定員を40→50に増員[注 6]。
  - 5月1日 学生数[14]/定員
    - 家政科 24[注釈 1]/80
    - 保育科 86[注釈 1]/90
- 1974年
  - 4月1日 学科名を以下の通り改称。
    - 保育科→幼児教育学科[15]
    - 家政科→家政学科[注 7]
- 1975年
  - 5月1日 学生数[17]/定員
    - 家政学科 41[注釈 1]/80
    - 幼児教育学科 123[注釈 1]/100
- 1985年
  - 4月1日 学校法人第一麻生学園に法人名変更[注 8]、麻生東北短期大学（あそうとうほくたんきだいがく 英称:Aso　Tohoku　Junior College）に短期大学名変更する[注 9]。
  - 5月1日 学生数[22]/定員
    - 家政学科 27[注釈 1]/80
    - 幼児教育学科 71[注 10]/100
- 1986年
  - 5月1日 学生数[23]/定員
    - 家政学科 48[注釈 1]/80
    - 幼児教育学科 78[注釈 2]/100
- 1987年
  - 5月1日 学生数[24]/定員
    - 家政学科 67[注釈 1]/80
    - 幼児教育学科 87[注 11]/100
- 1988年
  - 4月1日 家政学科を生活科学科に学科名変更[25]。
  - 5月1日 学生数[26]/定員
    - 生活科学科 67[注釈 2]/80
    - 幼児教育学科 83[注釈 3]/100
- 1992年
  - 5月1日 学生数[注 12]/定員
    - 生活科学科 135[注釈 3]/80
    - 幼児教育学科 165[注 13]/100
- 1999年
  - 5月1日 学生数[29]/定員
    - 生活科学科 53[注 14]/80
    - 幼児教育学科 208[注 15]/100
- 2000年
  - 4月1日 生活科学科を生活文化学科に学科名変更[30]。
- 2001年
  - 4月1日 学校法人第一藍野学院に法人名変更。開学時と同じ修紅短期大学に短期大学名を変更[31]。
- 2003年
  - 4月1日 生活文化学科を食物栄養学科に改組[32]。
- 2005年
  - 4月1日 食物栄養学科に栄養教諭免許状（「栄養二種免」）授与の課程の認定認可[33]。
- 2007年
  - 4月1日 学科の入学定員を以下の通り変更する[34]。
    - 食物栄養学科 40→35
    - 幼児教育学科 50→55
- 2010年
  - 4月1日 学校法人富士修紅学院に法人名変更。
- 2013年
  - 3月 修紅短期大学附属認定こども園を認定
  - 4月 修紅短期大学附属保育園（認定こども園）を開園
- 2017年
  - 4月1日 学校法人健康科学大学に法人名変更。
- 2021年
  - 4月1日 以下の学科については、この年度で学生募集を最終とする[注 16]。
  - 同 幼児教育学科の入学定員を55→50に減員[1]。

## 基礎データ

### 所在地
- 岩手県一関市萩荘竹際49-1

### 交通アクセス
- JR東北本線一ノ関駅下車。同駅よりスクールバスが運行されている。
- 栗原市民バス 築館一関線 修紅短大前バス停 下車

### 象徴
- 右記資料を参照のこと[注 17]

## 教育および研究

### 組織

#### 学科
- 幼児教育学科 入学定員50名[1]
- 食物栄養学科 入学定員35名[注 18]

過去にあった学科
- 生活文化学科 入学定員40名

#### 専攻科
- なし

#### 別科
- なし

##### 取得資格について
資格
- 保育士：幼児教育学科
- 栄養士：食物栄養学科

教職課程
- 幼稚園教諭二種免許状：幼児教育学科にて設置されている。
- 栄養教諭二種免許状：食物栄養学科にて設置されていた[注 19]。
- 中学校教諭二種免許状（家庭）：かつての生活文化学科にて設置されていた[40]。

### 研究
- 『修紅短期大学紀要』[41]
- 『紀要』[42]
- 『宮沢賢治の和賀時代の恋』[43]

## 学生生活

### 部活動・クラブ活動・サークル活動
- 修紅短期大学のクラブ活動一覧（一部）
  - 体育系：バレーボールのみ
  - 文化系：タッチベルクラブなどがある。

### 学園祭
- 修紅短期大学の学園祭は毎年、概ね10月に実施されている。

### スポーツ
- バレーボール部が強く、東北地区大学バレーボール大会や東北バレーボール大学女子I部リーグ春季大会でそれぞれ準優勝するなどの活躍を見せている。

## 大学関係者と組織

### 大学関係者一覧

#### 歴代学長
- 麻生繁樹

## 施設
- 本館：図書館・学生食堂などがある。
- 体育館
- 給食管理実習室ほか

## 対外関係

### 他大学との協定

#### オーストラリア
- マーティン大学

### 系列校
- 一関修紅高等学校 - 修紅短期大学附属幼稚園 - 健康科学大学
  - 同一法人による設立
- 九州情報大学 - 山口短期大学
  - 修紅短期大学の前学名となっている麻生東北短期大学とは同じ麻生グループに属していた

## 卒業後の進路について

### 編入学・進学実績
- 幼児教育学科：東北福祉大学ほか。
- 食物栄養学科：仙台大学ほか。

## 附属学校
- 修紅短期大学附属認定こども園（修紅短期大学附属幼稚園、修紅短期大学附属保育園）短期大学の隣接地（一関市萩荘字竹際71－2）にある。